# Auguste Évrard
Auguste Evrard, né le 4 mai 2000 à Blendecques (Pas-de-Calais), est un homme politique français, membre du Rassemblement national. Il est élu député de la huitième circonscription du Pas-de-Calais en juillet 2024.

## Biographie
Ancien militant de La France insoumise, qu'il rejoint à 17 ans, Auguste Evrard adhère au Rassemblement national (RN) en 2019. Il interrompt ses études pour devenir l'assistant parlementaire du député européen Philippe Olivier, beau-frère et conseiller spécial de Marine Le Pen. Il est par la suite engagé comme collaborateur de cabinet de Ludovic Pajot, maire RN de Bruay-la-Buissière,,. 
Auguste Evrard est élu lors des Législatives de juillet 2024 avec 52,27 % des voix dans la 8e circonscription du Pas-de-Calais où il est opposé au second tour au député sortant Bertrand Petit, candidat du Nouveau Front populaire, qui obtient 47,73 % des voix),,.

## Détail des fonctions et mandats

### Mandats électifs
- Depuis le 7 juillet 2024 : député de la 8e circonscription du Pas-de-Calais